# Jean-Luc Petitrenaud
Pour les articles homonymes, voir Petitrenaud.
Jean-Luc Petitrenaud, né le 5 décembre 1950 à Clermont-Ferrand (Puy-de-Dôme) et mort le 10 janvier 2025 à Paris, est un critique gastronomique, chroniqueur, animateur de radio et de télévision français. Il a notamment présenté de nombreuses émissions gastronomiques et culinaires.

## Biographie

### Famille et enfance
Jean-Luc Petitrenaud est le fils d'un représentant en cosmétiques et d'une mère au foyer, élevant ses trois enfants.
Son attirance pour la cuisine de terroir date de sa petite enfance, quand il rendait visite à sa grand-mère Louise, qui habitait à Couleuvre dans l'Allier, en bordure de la forêt de Tronçais. Chez elle, il a appris la culture du « bien manger ». À chacune de ses visites, Louise lui préparait son plat favori : le pâté aux pommes de terre.
N'étant pas un élève modèle et assidu, il passait ses journées à faire le pitre en imitant ses professeurs. Il fut d'ailleurs renvoyé du collège en 3e pour indiscipline. Après cela, son père décida que s'il n'était pas doué pour les études, il devait apprendre un métier.
Jean-Luc Petitrenaud a deux enfants :
- Louise Petitrenaud qui a notamment été en 2021, membre du jury  de l'émission Mon gâteau est le meilleur de France présentée par Cyril Lignac sur M6 ;
- Antonin Petitrenaud.

### Formation et premiers métiers
Jean-Luc Petitrenaud est placé en apprentissage et obtient un CAP de chaudronnier et de soudeur, métiers qu'il n'aime pas. Par la suite, il passe un diplôme d'éducateur spécialisé, anime des colonies de vacances et des clubs de théâtre, écrit des pièces et se produit en Europe, principalement en Suisse, où il intègre la troupe de théâtre professionnelle de Lausanne fondée par Alain Knapp, jouant des rôles très divers : pastiche d'Hitler, Sganarelle de Molière, le Bourgeois de Lausanne, etc..
Tout en continuant son métier d'éducateur dans un centre d'enfants inadaptés, il prend des cours à l'École du cirque d'Annie Fratellini et Pierre Étaix sur recommandation du clown suisse Dimitri, et portera le surnom de Clown Mime Luc. Cette formation lui a certainement permis d'acquérir le jeu d'acteur et la théâtralité dont il use dans ses émissions[non neutre].

### Critique gastronomique et activités médiatiques
Fixé un moment en Suisse, Jean-Luc Petitrenaud publie quelques billets pour Radio France et Radio suisse romande, jusqu'à ce que cette dernière lui propose un jour de devenir critique gastronomique et d'assurer régulièrement une chronique sur ses ondes[réf. nécessaire].
En 1984, il anime diverses émissions sur l'antenne régionale de Radio Puy-de-Dôme, future France Bleu Pays d'Auvergne. Il diffuse entre autres des portraits féminins souvent savoureux, intitulés Le quart cœur et commence à faire des chroniques gastronomiques.
Depuis, il a animé plusieurs émissions à la télévision ou à la radio ainsi que publié des chroniques dans la presse écrite :
- De 1996 à 1998 il anime Grand Palais sur France Inter[4].
- [Quand ?] jusqu'en 1997, il présente L'heure de partir sur la chaîne Voyage.
- de 1997 à 2000, Grands Gourmands sur France 3[5], puis rediffusé sur Cuisine.tv et Vivolta.
- de 1998 à 2006, il tient une  chronique dans L'Express[6].
- de 1998 à 2014, il anime Le Bistrot du Dimanche[7] sur Europe 1.
- du 8 octobre 2000 au 30 juillet 2006, Carte postale gourmande sur France 5[8].
- du 10 septembre 2006 à 2017, Les Escapades de Petitrenaud sur France 5.
- le 14 janvier 2017, il part renforcer la grille de Sud Radio pour y être animateur, station qui entend privilégier dorénavant les axes terroir, gastronomie et plaisirs de la table[9].

Le 1er juillet 2017, la presse annonce que Jean-Luc Petitrenaud, fatigué, ne présentera plus son émission Les Escapades de Petitrenaud à la rentrée et qu'il est remplacé à partir du 10 septembre par l'animatrice Carinne Teyssandier (l'émission gardant le même titre).

### Mort
Jean-Luc Petitrenaud meurt le 10 janvier 2025 à l'âge de 74 ans, dans le 14e arrondissement de Paris.

## Publications

### Auteur
- Le guide du casse-croûte, préface de Pierre Arditi, Paris, Hachette, 1992,  (ISBN 2-01-018554-4)
- Le guide du casse-croûte, préface de Claude Villers, Paris, Hachette, 1993,  (ISBN 2-01-020478-6)
- La France du casse-croûte, préface de Philippe Gildas, Paris, Hachette, 1995,  (ISBN 2-01-242317-5)
- Le plaisancier gastronome : 50 escales de Dunkerque à Biarritz / les adresses de Jean-Luc Petitrenaud ; photographies de Yann Arthus-Bertrand, Paris, Quarante-quatrième parallèle, 1996
- Le Petitrenaud des bonnes maisons : guide France 97-98, bistrots, produits du terroir, hôtels de charme, restaurants, Paris, Hachette, 1997,  (ISBN 2-01-242606-9)
- 52 tartines du dimanche soir : par les plus grands chefs de France, Genève, Minerva, 1998,  (ISBN 2-8307-0493-2) (réédité en 2007 avec Sylvie Desormière  (ISBN 2-8307-0929-2))
- 52 omelettes du dimanche soir : par les plus grands chefs de France, Genève, Minerva, 2000,  (ISBN 2-8307-0594-7)
- À la table d'Edgard : Portraits gourmands des personnalités de la Ve République, (avec Paul Benmussa), Genève, Minerva, 2000,  (ISBN 2-8307-0574-2)
- Promenades gourmandes en France, avec Pierre Vallaud, Paris, Hachette,  (ISBN 2-01-243464-9)
- Mes bons coups de fourchette : 2001-2002, Genève, Minerva, 2001,  (ISBN 2-8307-0615-3)
- Mes bons coups de fourchette : 2003-2004, Genève, Minerva, 2001,  (ISBN 2-8307-0712-5)
- Mes bons coups de fourchette, Genève, Minerva, 2003,  (ISBN 2-8307-0712-5)
- Je cuisine pour vous, photographies de Mathieu Garçon, Genève, Minerva, 2003,  (ISBN 2-8307-0724-9)
- Piéton gourmand à Avignon, Paris, Mango, coll. « Piéton gourmand », 2005,  (ISBN 2-84270-515-7)
- Piéton gourmand à Deauville-Trouville, Paris, Mango, coll. « Piéton gourmand », 2005,  (ISBN 2-84270-521-1)
- Carte postale gourmande (T1), Paris, Mango, 2005,  (ISBN 2-84270-523-8)
- Mes bonnes adresses à Venise, Paris, Mango, 2006,  (ISBN 2-84270-516-5)
- Carte postale gourmande (T2), Paris, Mango, 2006,  (ISBN 2-84270-606-4)
- Mes envies de vivre : mes plus belles histoires de table, Paris, Fayard, 2008,  (ISBN 978-2-213-63586-6)
- Petit lexique du petit, Paris, Stock, 2011,  (ISBN 2-234-07023-6) (réédité chez Points, 2012,  (ISBN 2-7578-2990-4))
- Les quatre saisons d'Émile et Marcel, Flammarion, 2018

### Participations
- Jean Ducloux et Michel Chabot (préf. Jean-Luc Petitrenaud, photogr. Philippe Exbrayat), Les grands classiques de la cuisine française, Genève, Minerva, 2002, 179 p., 31,4 × 28,2 cm (ISBN 2-8307-0655-2)
- André Cabrières (préf. Jean-Luc Petitrenaud), Portraits de régions, Fontenay-aux-Roses, Service national des timbres et de la philatélie, coll. « Livres timbrés », 2002, 114 p., 25 × 26 cm (ISBN 2-913763-54-5)
- Collectif (préf. Jean-Luc Petitrenaud et Yann Queffelec), Nouvelles gourmandes : 12 nouvelles présentées au concours du Salon international du livre gourmand de Périgueux..., Périgueux, La Lauze, 2006, 130 p., 21 × 13,5 cm (ISBN 2-35249-010-3)
- Christian Constant (préf. Jean-Luc Petitrenaud), La Maison Constant, Paris, Mango, coll. « Chefs », 2008, 172 p., 17 × 35 cm (ISBN 978-2-84270-809-2 et 2-84270-809-1)

## Distinctions
- 2004 : nommé Chevalier de la Légion d'honneur par Jacques Chirac.[réf. souhaitée]